# Transhumance alpine
 (avril 2023).

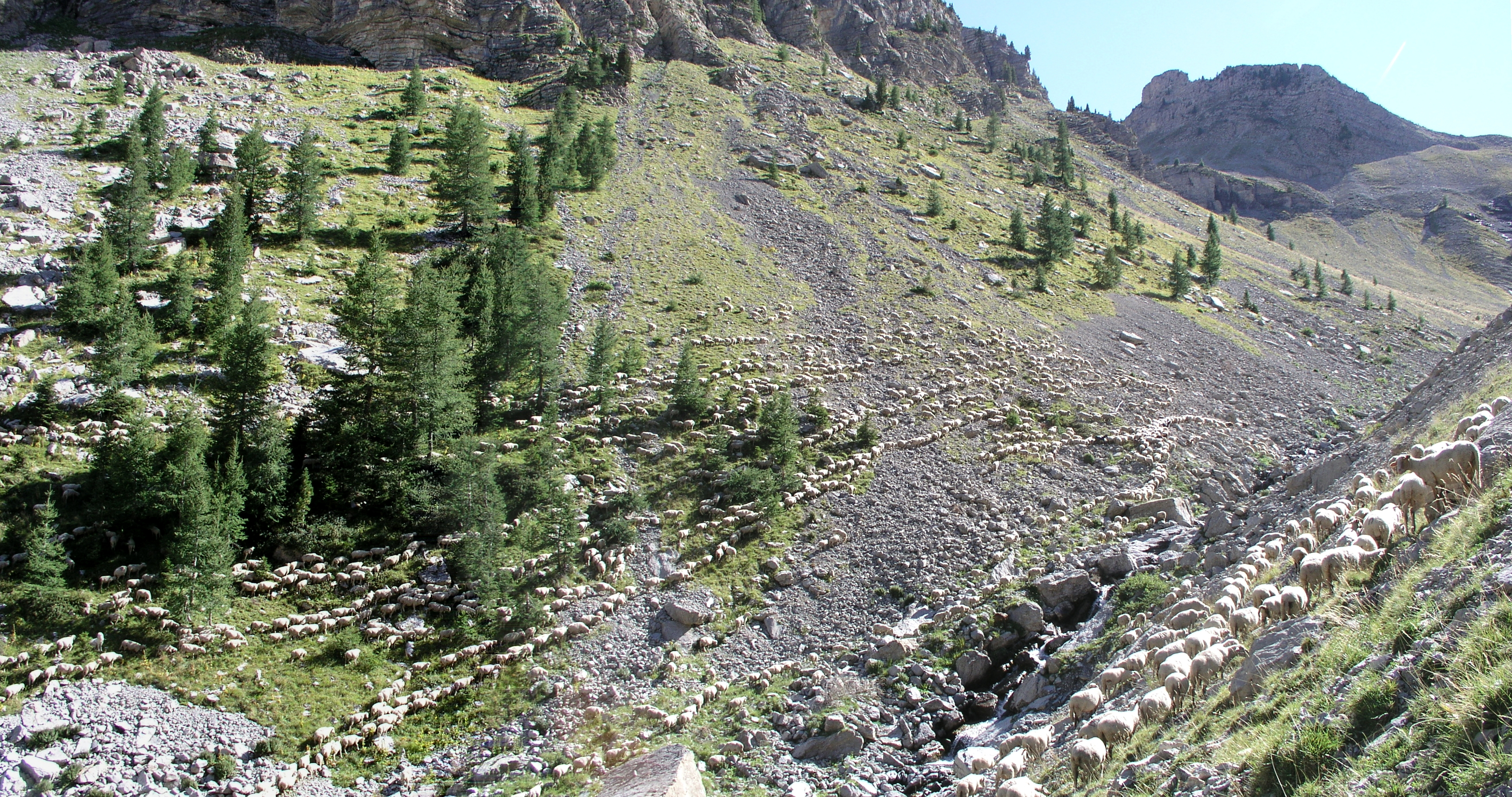
Troupeau de moutons dans la vallée de Cheiniers (Méolans-Revel), vallée de l'Ubaye (Alpes-de-Haute-Provence).

La transhumance en trois étapes ou transhumance alpine est une forme d’élevage en alpages qui permet l’exploitation optimale de la végétation d’un territoire jusqu’aux altitudes alpines. 

## Localisation
La forme d’élevage en alpage en trois étapes est répandue dans les Hautes-Alpes françaises, dans les Alpes suisses, dans les Alpes valdôtaines, en Autriche occidentale, dans les Alpes bavaroises, dans le Haut-Adige et dans la province de Trente, là où l’étroitesse de vallées peuplées se combine à des passages en haute montagne.

## Déroulement
Les éleveurs suivent la végétation avec leur bétail dans les régions alpines. Cela signifie qu’ils changent d’étable plusieurs fois par an.

### Première étape
La première étape concerne la ferme principale dans la vallée, qui peut être occupée de l’automne au printemps et qui doit procurer des réserves pour l’hiver. Les régions d’alpages de cette étape sont appelées Niederalm (alpages inférieurs). Le bétail  est souvent mit à l’abri dans la ferme.

### Deuxième étape
Les Vorsäβe ou Maisäβe (fermettes de moyenne montagne) ou mayèn (en francoprovençal) se trouvent à environ 1 500 m d’altitude, à environ deux heures de marche au-dessus de la ferme principale. Lorsque les réserves de fourrage sont presque épuisées dans la vallée, on emmène le bétail (les bœufs, les chevaux, les moutons, les chèvres) vers le début du mois de juin pour deux à quatre semaines dans les fermettes de moyenne montagne. Après cette transhumance estivale, le bétail peut paître autour du mayèn (alpage de moyenne montagne), terme issu du mot « mai » jusqu’à ce que la transhumance hivernale ait lieu et que le bétail reprenne ses quartiers d’hiver dans la vallée.

### Troisième étape
En juin, le bétail quitte le domaine d’alpage intermédiaire pour les hauts alpages, ou alpages supérieurs, à une altitude de 1 600 à 2 000 mètres. Pendant cette période, appelée aussi estivage, les prairies du domaine d’alpage intermédiaire sont fauchées, et on récolte aussi le foin sauvage. Entre la mi-septembre et la mi-octobre, le bétail revient dans les alpages intermédiaires du mayèn.
Cette forme d’élevage existe depuis des siècles et n’était restreinte que par le fait que de nombreuses personnes devaient quitter leur vallée pour aller gagner leur pain en saison estivale et que seule la population féminine y restait.

## En Autriche
On trouve en Autriche environ 2 000 alpages inférieurs, 4 500 alpages intermédiaires et 2 400 alpages d’altitude (données 2007).
Il existe des disparités régionales : la transhumance en trois étapes – souvent même en quatre étapes- n’existe que dans les Alpes centrales, alors que dans les Alpes périphériques, en raison du manque de hauts alpages, il n’y a que deux étapes.
Au Tyrol, il y a peu d’alpages inférieurs. En Carinthie et en Vorarlberg, ce sont les alpages intermédiaires qui prédominent. Le Vorarlberg a des villages pérennes de moyenne montagne (appelés Maiensässe).
Depuis 2011, la transhumance en trois étapes de la forêt de Brégence appartient au patrimoine culturel immatériel de l’UNESCO de la liste autrichienne. Elle se distingue par son autonomie particulière au sein de l’Autriche et est bien implantée dans la vie quotidienne.